# Busk Rut Jonsson
Busk Rut Jonsson, född 1925 i Malung, död 2010, var en svensk författare.
Jonsson växte upp i ett arbetarklasshem i Malung. Hon utbildade sig till folkskollärare, innan hon började arbeta vid Författarcentrum och Författarförlaget. 1957 debuterade hon som poet, i tidskriften Bonniers litterära magasin. 1959 författade hon en pamflett som gavs ut av den unga författargruppen Metamorfosgruppen. Dikterna från pamfletten gavs ut tillsammans med 18 andra i samlingen Tuppfjät – övningar i poerosa 1959, hennes första diktsamling. Fem år senare gavs diktsamlingen I stöpet ut.
Under 1960-talet reste Jonsson i Afrika. 1969 gav hon ut en debattskrift, Tack vare Lamco, som bland annat innehöll dagboksanteckningar från Liberia. I skriften reflekterar hon över utvecklingsbistånd, kapitalism och kolonialism i tredje världen.